# Canadian Tour 1983
Canadian Tour (Канадський тур) —  студійний альбом, записаний Софією Ротару в 1983 році в студії Cansov Exchange, Inc. в Канаді, одночасно з Канадським турне 1983 року. Другий альбом у Північній Америці вийшов у 1983 році, перед забороною на виїзд за кордон Софії Ротару від радянської концертної адміністрації Госконцерту. До 1983 року музичні критики описують Софію Ротару вже як широко відому в США та в Канаді співачку українського походження, яку західноєвропейські музичні критики називають «Радянська Нана Мускурі».

## Зміст
Альбом містить 12 українських пісень з репертуару Софії Ротару.

## Список пісень

### Сторона А
| #  | Назва              | Тривалість |
| -- | ------------------ | ---------- |
| 1. | Мій рідний край    | 3:44       |
| 2. | Запроси мене у сни | 4:24       |
| 3. | Кленовий вогонь    | 3:12       |
| 4. | Два перстені       | 3:48       |
| 5. | Водограй           | 3:13       |
| 6. | Пішов Іван         | 3:30       |

### Сторона Б
| #  | Назва                | Тривалість |
| -- | -------------------- | ---------- |
| 1. | Балада про мальви    | 4:00       |
| 2. | Пісня буде поміж нас | 3:14       |
| 3. | Я твоє крило         | 2:40       |
| 4. | Дорога               | 3:58       |
| 5. | Лише раз цвіте любов | 3:03       |
| 6. | Марічка              | 3:31       |

## Перевидання
Цей альбом не перевидавався.